# 아틀라스 FC

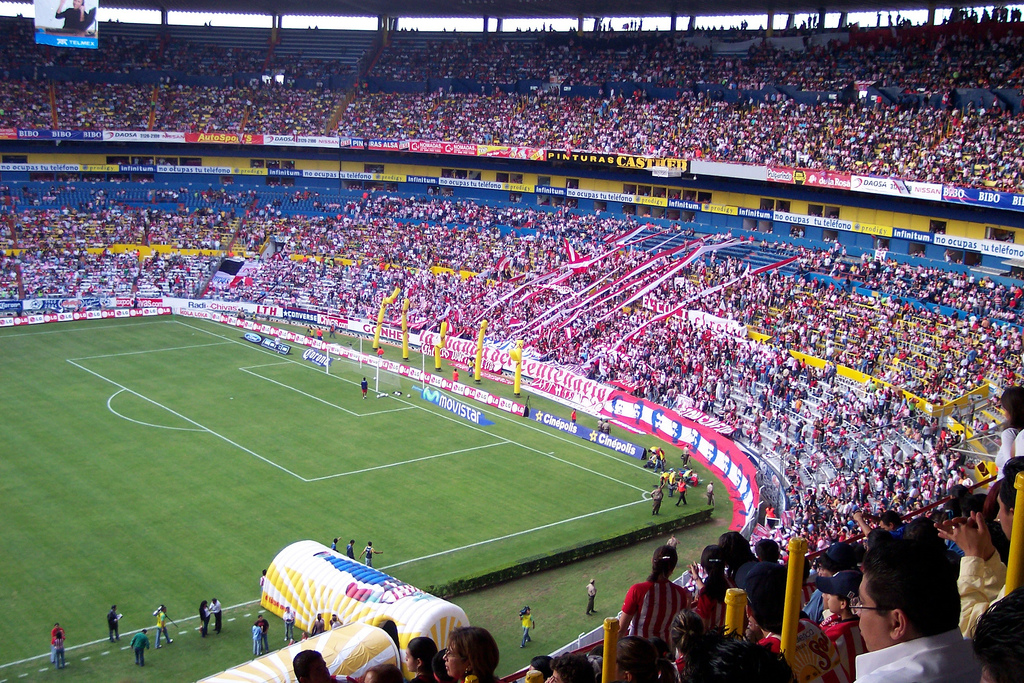

아틀라스 FC(스페인어: Atlas Fútbol Club)는 1916년 창단된 멕시코의 축구단으로 과달라하라를 연고지로 하고 있고 현재 리가 MX에 참가하고 있으며 에스타디오 할리스코를 홈 경기장으로 사용하고 있다.

## 우승 기록

### 국내대회 기록
멕시코 프리메라 디비시온 (1회)
1950-51
코파 멕시코 (4회)
1945-46 1949-50 1961-62 1967-68
캄페온 데 캄페오네스 (4회)
1945-46 1949-50 1950-51 1961-62
멕시코 세군다 디비시온 (3회)
1954-55 1971-72 1978-79

### 국제대회 기록
말보로컵 (1회)
1990
코파 코와드랑굴라르
2010 2011 2012

## 선수 명단

### 현역
참고: FIFA 자격 규정에 따라 소속된 국가대표팀 국기를 표시합니다. 선수는 복수의 FIFA 비회원국 국적을 가지고 있을 수 있습니다.
| 번호 | 포지션 | 국적       | 이름              |
| ---- | ------ | ---------- | ----------------- |
| 2    | DF     |            | 우고 네르보       |
| 7    | MF     |            | 레이문도 풀헨시오 |
| 8    | MF     |            | 마테오 가르시아   |
| 11   | FW     | 콜롬비아   | 마우로 마노타스   |
| 12   | GK     | 콜롬비아   | 카밀로 바르가스   |
| 15   | MF     | 베네수엘라 | 욘 무리요         |

| 번호 | 포지션 | 국적     | 이름            |
| ---- | ------ | -------- | --------------- |
| 29   | MF     | 우루과이 | 브라이언 로사노 |

## 역대 감독
| 감독                | 임기        |
| ------------------- | ----------- |
| 밀로시 밀루티노비치 | 1975 ~ 1976 |
| 마르셀로 비엘사     | 1992 ~ 1994 |
| 루벤 오마르 로마노  | 2006 ~ 2007 |
| 리카르도 라볼페     | 2009        |
| 루벤 오마르 로마노  | 2011        |
| 루벤 오마르 로마노  | 2018        |